# أوسات
أوسات

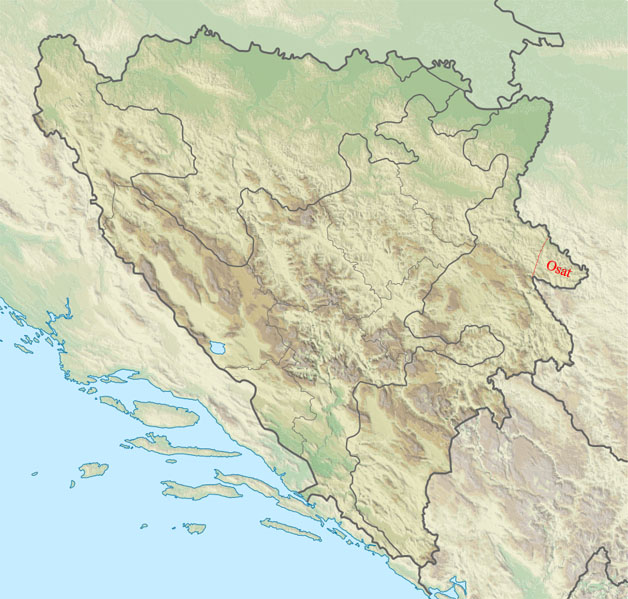
خريطة موقع أوسات.

أوسات هي منطقة تقع في وسط بودرينه في البوسنة والهرسك. تمتد بين مدينتي فيشيغراد وسريبرينيتسا، وتشمل أجزاء من بلديتي براتوناك وسريبرينيتسا، ضمن كيان جمهورية صرب البوسنة، وهي جزء من المنطقة الأوسع المعروفة باسم درينا.

## التاريخ
كانت أوسات مقاطعة في العصور الوسطى. لقد كانت جزءًا من الصرب المستبد (1402–1459). وغزيت من قبل الإمبراطورية العثمانية، وتم تنظيمها لاحقًا في ملينتيا زفورنيك. حُررت منطقة أوسات لفترة قصيرة خلال الانتفاضة الصربية الأولى (1804-1813)، تحت قيادة كارا ماركو فاسيتش من كرفيكا. عند اندلاع الانتفاضة، اتصل متروبوليتان هادي ميلينتيي ستيفانوفيتش بفاسيتش، الذي قابل قيادة المتمردين. بعد المحاولة في المعارك على نهر درينا (1804) ، وطلب فاسيتش من كاراديجوردي جيشًا لتحرير أوسات، حيث تم إحضار لازار موتاب وخضعت المنطقة لحكم المتمردين. في عام 1808، خرج العثمانيون من أوسات، وبحلول عام 1813، غادر المتمردون المنطقة. في فترة ما بين الحرب، تم تقسيم السكان بين الأرثوذكس والمسلمين، مع الذكور الأرثوذكس الذين يعملون سويًا كبناة في جمهورية صرب البوسنة. تم التفريق بين جيرانهم من خلال أزياءهم التقليدية وبعض التقاليد.